# Evert van Dijk

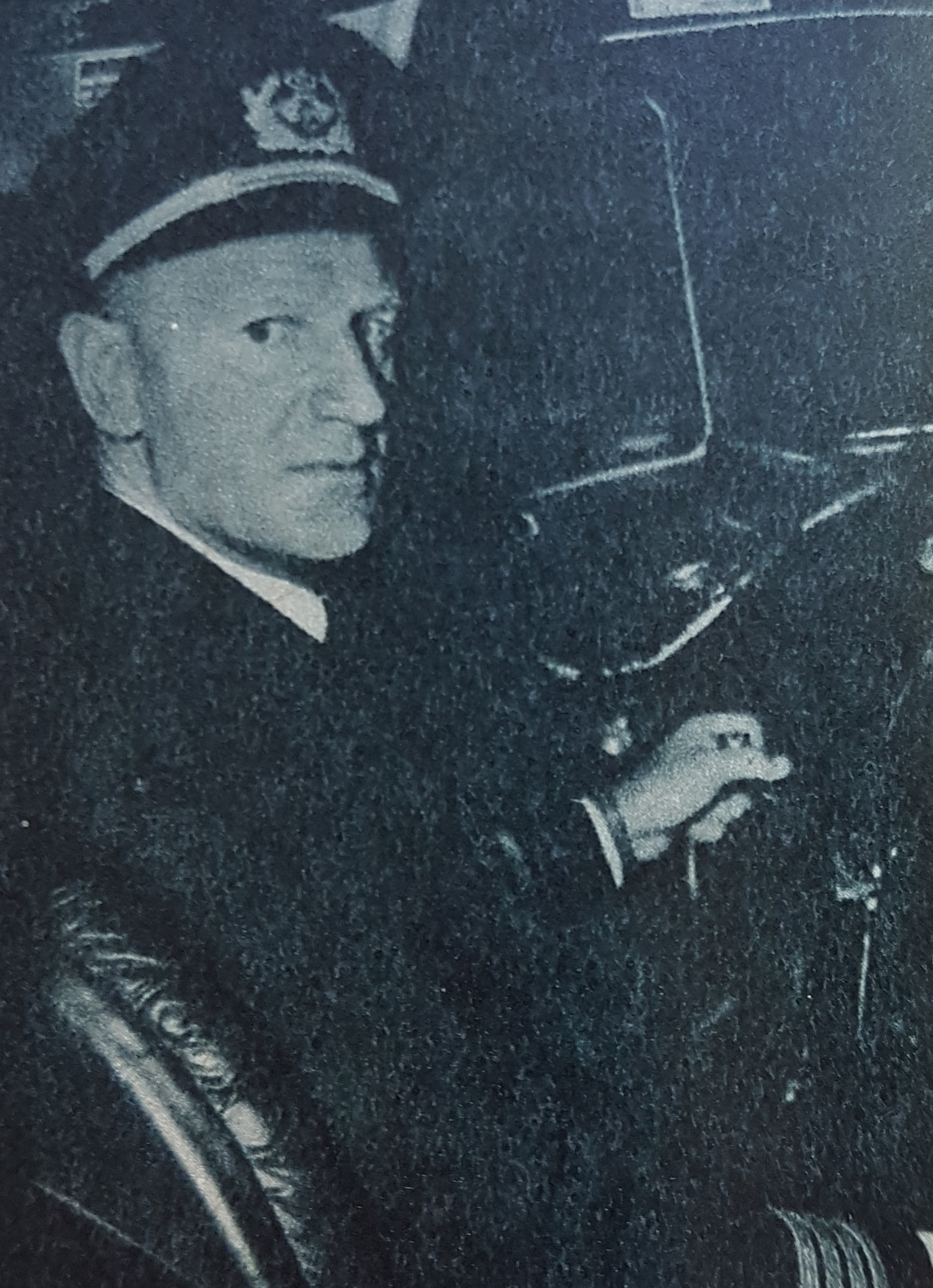
Evert van Dijk

Evert van Dijk (* 23. Mai 1893 in Delft, Niederlande; † 6. Juli 1986 in Meran, Italien) war ein niederländischer Luftfahrtpionier und Pilot.

## Leben
Evert van Dijk wurde in Delft geboren und besuchte in Dordrecht die Schule. Mit siebzehn Jahren wanderte er nach Niederländisch-Indien aus, wo er auf Borneo in den folgenden Jahren zum Leiter eines Naturkautschuk-Unternehmens wurde. Nach dem Ersten Weltkrieg kehrte er in die Niederlande zurück und trat in den Marine Luchtvaart Dienst ein, wo er 1921 seine Pilotenlizenz erhielt. 1925 wechselte Van Dijk in den Dienst der zivilen Koninklijke Luchtvaart-Maatschappij (KLM).
Am 27. August 1927 musste er eine KLM Fokker F.VIII (H-NADU) kurz nach dem Start in London-Croydon bei Sevenoaks notlanden; der Bordmechaniker starb, alle anderen Insassen überlebten leicht verletzt. Am 31. Oktober 1929 startete er als Copilot mit der Fokker F.VII (PH-AEZ) zu seinem ersten Flug auf der Ostindien-Route.
Berühmt wurde er 1930 durch einen Nonstopflug als Co-Pilot des australischen Flugpioniers Charles Kingsford Smith über den Nordatlantik in Ost-West-Richtung in der Fokker F.VIIb Southern Cross. Zusammen mit dem Navigator Patrick Saul und dem Funker John Stannage startete die Southern Cross am 23. Juni 1930 kurz vor Einbruch der Dunkelheit in Portmarnock in Irland. Ziel war es, nonstop New York City zu erreichen. Starke Gegenwinde und schlechtes Wetter erhöhten den Treibstoffverbrauch, so dass ein Zwischenstopp in Neufundland unvermeidbar wurde. Nach längerem Kreisen bis zur Auflösung des Bodennebels am Morgen landete die Southern Cross nach 31,5 Flugstunden und rund 1900 Meilen in Harbour Grace. Am 26. Juni 1930 erreichte sie New York City. Nach dem Transatlantikflug von Ehrenfried Günther Freiherr von Hünefeld, Hermann Köhl und James Fitzmaurice mit der Junkers W33 Bremen 1928 war dies die zweite erfolgreiche Ost-West-Querung.

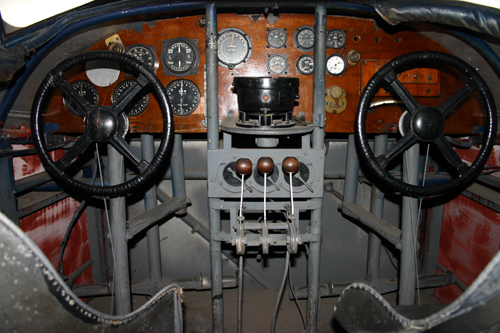
Das Cockpit der Southern Cross.

Am 25. September 1930 startete Van Dijk mit F. Wiersma in einer Fokker F.VIIb (PH-AGR) zum ersten Flug auf dem neu eröffneten vierzehntäglichen Liniendienst, der die Niederlande mit der Kolonie Niederländisch-Ostindien verband. 88 Flugstunden und einen Monat später kehrten sie zum Flughafen Amsterdam Schiphol zurück.
Am 9. April 1940 war Van Dijk, der mit seinem Flugzeug auf dem Flughafen Oslo-Fornebu war, Zeuge des deutschen Überfalls auf Norwegen. Kurz vor dem deutschen Überfall auf die Niederlande, Belgien und Luxemburg und damit dem Beginn des Zweiten Weltkrieges in Westeuropa war Van Dijk nach Neapel entsandt worden, das seit Ausbruch des Zweiten Weltkriegs 1939 zum Ausgangspunkt des Liniendienstes nach Niederländisch-Ostindien geworden war. Mit Italiens Kriegseintritt wurde die Strecke ab dem 22. Juli 1940 auf Lydda (Palästina)–Batavia verkürzt, aber im Februar 1942 absolvierte Van Dijk mit einer Douglas DC-3 (PK-ALW) den letzten Flug. Am 15. Februar 1942 kam er am Flughafen Batavia an, während gleichzeitig Singapur und Palembang von japanischen Fallschirmjägern erobert wurden. Van Dijk flog jede Nacht zwischen dem 19. und 25. Februar 1942 die Strecke Bandoeng-Broome in Australien und verließ am 25. Februar 1942 endgültig Niederländisch-Ostindien. Über die Vereinigten Staaten gelangte er nach Großbritannien, von wo er mit weiteren KLM-Beschäftigten die Linie Bristol-Lissabon bediente.
Am 21. Mai 1946 eröffnete er mit der Douglas DC-4 Rotterdam (PH-TAR) nach dem Krieg den Transatlantikdienst nach New York.
1947 wurde Van Dijk nach Überschreiten der Altersgrenze für Piloten in den Ruhestand versetzt, den er in Wassenaar und in Norditalien verlebte. Van Dijk war verheiratet und hatte eine Tochter.

## Auszeichnungen

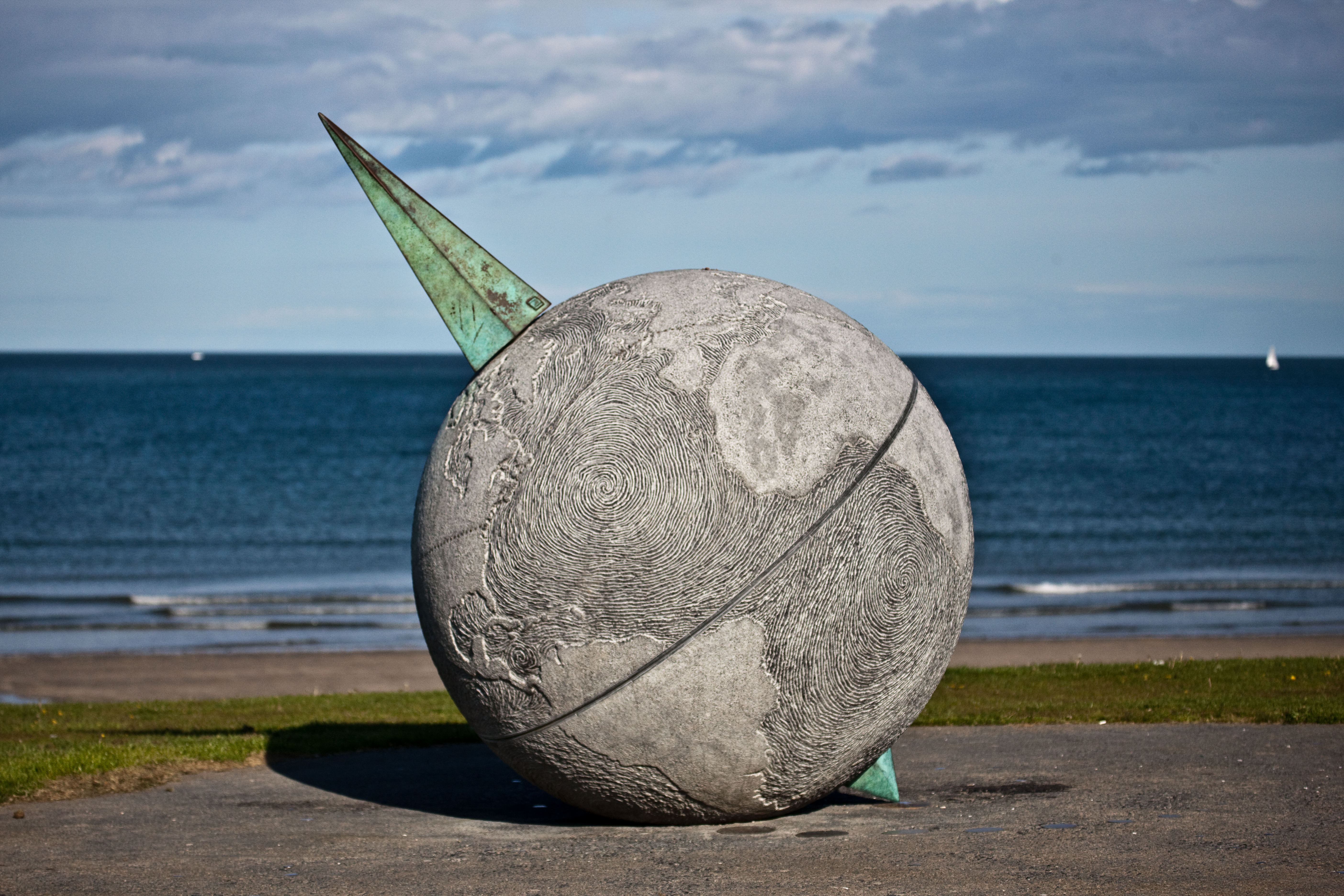
Southern Cross-Denkmal in Portmarnock, County Dublin, Irland

- 1952: Silbermedaille für 15.000 Flugstunden.